# 160903 Shiokaze
160903 Shiokaze è un asteroide della fascia principale. Scoperto nel 2001, presenta un'orbita caratterizzata da un semiasse maggiore pari a 2,6301913 UA e da un'eccentricità di 0,0867278, inclinata di 1,41476° rispetto all'eclittica.